# The Apprentice (film)
Pour les articles homonymes, voir The Apprentice.
Pour plus de détails, voir Fiche technique et Distribution.
The Apprentice ou L'Apprenti  au Québec est un film biographique américano-canado-dano-irlandais réalisé par Ali Abbasi et sorti en 2024. Il se déroule durant les premières années de la carrière de Donald Trump (Sebastian Stan) et se concentre sur la relation entre ce dernier et Roy Cohn (Jeremy Strong).
Il est sélectionné en compétition officielle au Festival de Cannes 2024.

## Synopsis
En 1973, le jeune Donald Trump rencontre dans un restaurant new-yorkais l'avocat Roy Cohn, qui est célèbre à travers tous les États-Unis après avoir poursuivi en justice le couple Rosenberg. Après que Trump s'est plaint de l'enquête menée par le gouvernement contre son père, un grand promoteur immobilier, pour discrimination envers ses locataires afro-américains, Cohn accepte de les défendre.
Après que Cohn a menacé le procureur chargé de l'affaire de révéler sa relation homosexuelle avec un cabana boy (en), ce dernier met fin au procès malgré les nombreuses preuves de discrimination raciale causée par Fred Trump et son fils. Donald Trump se réjouit de la nouvelle, et se rapproche de Cohn, qu'il considère comme un meilleur mentor que son père. Cohn apprend à Trump comment s'habiller et comment maintenir de bonnes relations avec les médias, puis lui édicte ses trois règles : toujours attaquer ; ne rien reconnaitre, tout nier en bloc ; revendiquer la victoire et ne jamais reconnaitre la défaite.
Plus tard, Trump se rend à une soirée organisée par Cohn, et surprend ce dernier au milieu d'une orgie homosexuelle et quitte la fête. Trump souhaite rénover le Commodore Hotel (en), situé près du Grand Central Terminal, afin d'en faire un Hyatt. Cohn a une nouvelle fois recours au chantage afin d'obtenir un abattement fiscal de 160 millions de dollars pour Trump. Ce dernier ne demande pas l'autorisation de son père afin de commencer les travaux ; leur relation s'envenime à nouveau lorsque Donald Trump construit la Trump Tower, qui fait de l'ombre aux constructions de son père.
Fred Trump a également une relation compliquée avec son fils aîné Fred Jr., puisqu'il a honte que ce dernier soit devenu un pilote de l'air. Fred Jr., également malmené par son frère Donald, sombre dans l'alcoolisme et meurt d'une crise cardiaque. Mary Anne, la mère de Fred Jr. et Donald, est dévastée par la nouvelle, et l'est d'autant plus lorsque Donald tente de profiter de la sénilité de son père afin de mieux contrôler la fortune familiale.
Trump rencontre la mannequin tchèque Ivana Zelníčková dans un bar. Ceux-ci se marient, mais Trump devient critique du souhait d'Ivana de devenir une architecte d'intérieur à succès. Trump finit par avouer à Ivana qu'elle ne l'attire plus, puis la viole après qu'ils se sont disputés. Trump développe également une addiction aux amphétamines, se brouille avec le maire de New York Ed Koch et rencontre des problèmes dans la gestion de ses casinos à Atlantic City.
Pendant l'ère Reagan, Trump plonge dans la cupidité, critiquant les syndicats et les bénéficiaires d'aides sociales et affirmant que les États-Unis doivent être plus puissants sur la scène internationale. Roy Cohn exprime les mêmes opinions politiques, étrillant les libéraux et se présentant en tant que défenseur de l'American way of life, tout en abandonnant toute morale. Trump et l'assistant de Cohn Roger Stone (en) approuvent alors un nouveau slogan de campagne de Ronald Reagan, « Let's Make America Great Again ».
Alors qu'il est sous le coup d'une procédure de radiation du barreau (en), Cohn contracte le sida, bien qu'il continue à nier publiquement son homosexualité et sa séropositivité. Son amant Russell contracte aussi le sida, et Cohn demande à Trump de le loger au Hyatt. Trump expulse Russell, affirmant que des clients se sont plaints de sa présence ; en réalité, Trump a développé une phobie des germes et ne souhaite plus revoir son ancien mentor. Cohn interpelle alors violemment Trump en pleine rue, le traitant d'escroc ingrat.
Cependant, Trump et Cohn se réconcilient après la mort de Russell. Trump héberge Cohn à Mar-a-Lago pour célébrer l'anniversaire de ce dernier. Trump offre à Cohn des boutons de chemise en diamant ; Ivana l'informe cependant que ces « diamants » sont en fait des faux faits de zirconium. Alors que Donald présente à Cohn un gâteau d'anniversaire représentant le drapeau des États-Unis, ce dernier fond en larmes puis, affaibli par la maladie, va directement se coucher : Cohn meurt le lendemain.
Trump ne se rend pas aux funérailles de Cohn, et préfère se rendre à l'hôpital afin de subir une liposuccion et une réduction du cuir chevelu (pour réduire la taille des zones chauves). Trump rencontre alors le prête-plume de son autobiographie Trump par Trump, et lui explique comment il applique les trois règles de Cohn. Trump se vante alors du fait qu'il pourrait devenir président, de la supériorité génétique des gagnants et vante sa propre grandeur en admirant la skyline de New York.

## Fiche technique
Sauf indication contraire, les informations mentionnées dans cette section peuvent être confirmées par la base de données cinématographiques IMDb,  présente dans la section « Liens externes ».
- Titre original et français : The Apprentice
- Titre québécoise : L'Apprenti[1]
- Réalisation : Ali Abbasi
- Scénario : Gabriel Sherman (en)
- Musique : Martin Dirkov
- Décors : Aleksandra Marinkovich
- Costumes : Laura Montgomery
- Photographie : Kasper Tuxen
- Montage : Olivier Bugge Coutté et Olivia Neergaard-Holm
- Production : Daniel Bekerman, Julianne Forde, Jacob Jarek, Louis Tisné et Ruth Treacy
- Production déléguée : Amy Baer, Lee Broda, Greg Denny, Niamh Fagan, Phil Hunt, Grant S. Johnson, Josh Marks, Emanuel Nunez, Mark H. Rapaport, Compton Ross, Thorsten Schumacher, James Shani et Gabriel Sherman
- Coproduction : Neil Mathieson, Ditte Milsted, Matt Philip Whelan et Nima Yousefi
- Sociétés de production : Scythia Films, en coproduction avec Profile Pictures et Tailored Films, en coproduction exécutive avec Hidden Media et Kinematics[4]
- Sociétés de distribution : Briarcliff Entertainment (États-Unis), Mongrel Media (Canada), Nordisk Film (Danemark) et StudioCanal (Irlande) ; Métropole Films (Québec)[1], Metropolitan FilmExport (France), The Searchers (Belgique)
- Pays de production :  Canada,  Danemark,  États-Unis,  Irlande
- Langue originale : anglais
- Format : couleur
- Genre : biographie, drame, historique
- Durée : 122 minutes
- Dates de sortie[5] :
  - France : 20 mai 2024 (festival de Cannes) ; 9 octobre 2024 (sortie nationale)[6]
  - Canada, États-Unis, Québec[1] : 11 octobre 2024
  - Danemark : 17 octobre 2024
  - Irlande : 18 octobre 2024

## Distribution
- Sebastian Stan (VF : Axel Kiener ; VQ : Philippe Martin) : Donald Trump
- Jeremy Strong (VF : Jérémie Covillault ; VQ : Antoine Bertrand) : Roy Cohn
- Martin Donovan (VF : François-Éric Gendron) : Fred Trump
- Maria Bakalova (VF : Macha Petina) : Ivana Trump
- Catherine McNally (VF : Annie Sinigalia) : Mary Anne Trump
- Charlie Carrick (en) (VF : Thomas Roditi) : Fred Trump Jr.
- Ben Sullivan (VF : Jérémie Bédrune) : Russell Eldridge
- Mark Rendall (VF : Loïc Guingand) : Roger Stone (en)
- Joe Pingue : Anthony Salerno (en)
- Stuart Hughes (en) (VF : Pierre-François Pistorio) : Mike Wallace
- Bruce Beaton : Andy Warhol
- Ian D. Clark (VF : Xavier Fagnon) : Ed Koch
- Jason Blicker : George Steinbrenner

 Source et légende : version française (VF) sur RS Doublage et carton cinématographique du doublage français.

## Production

### Développement
Le film est annoncé pour la première fois en mai 2018, avec le journaliste Gabriel Sherman au scénario.
En octobre 2023, Ali Abbasi est confirmé pour la réalisation.

### Attribution des rôles
En novembre 2023, Sebastian Stan est révélé dans le rôle de Donald Trump, ainsi que Jeremy Strong et Maria Bakalova, également engagés,.
En février 2024, Martin Donovan est annoncé dans le rôle de Fred Trump.

### Tournage
Le tournage commence en novembre 2023. Il prend fin le 28 janvier 2024.

### Photographie
Ali Abbasi fait varier la photographie du film selon les époques : le format 16 mm pour les années 1970, le format VHS pour les années 1980.

## Accueil

### Festival
Le film reçoit une standing ovation de 8 minutes lors de sa projection au Festival de Cannes.

### Accueil critique
En France, le site Allociné donne une moyenne de 3,6⁄5, d'après l'interprétation de 30 critiques de presse.
Écran Noir apprécie le cynisme du film, mais regrette des défauts. Première y voit un vampirisme en parallèle avec le sida de Roy Cohn.
Critikat est nettement plus négatif : « un résultat d'une fadeur inexplicable au regard de la persona hors normes de Trump ».
Le directeur de campagne de Donald Trump, Steven Cheung, publie un communiqué critiquant le film et indiquant vouloir porter plainte contre le réalisateur.

## Distinctions

### Nominations
- César 2025 : Meilleur film étranger
- Golden Globes 2025 : 
  - Meilleur acteur dans un film dramatique pour Sebastian Stan
  - Meilleur acteur dans un second rôle pour Jeremy Strong
- Oscars 2025 : 
  - Meilleur acteur pour Sebastian Stan
  - Meilleur acteur dans un second rôle pour Jeremy Strong

### Sélection
- Festival de Cannes 2024 : sélection officielle, en compétition[3]